# Antiophlebia
Antiophlebia is een geslacht van vlinders van de familie spinneruilen (Erebidae).

## Soorten
- A. bourgognei Laporte, 1975
- A. bracteata Felder, 1874
- A. griveaudi Viette, 1966